# North American P-64
P-64 fue la denominación asignada por el Cuerpo Aéreo del Ejército de los Estados Unidos al caza monoplaza NA-68 de North American Aviation, un desarrollo del entrenador North American NA-16. Siete ejemplares designados NA-50 (no confundir con NA-50A) fueron comprados por el Cuerpo Aeronáutico del Perú, donde fueron apodados "Torito". Seis NA-68 ordenados por la Real Fuerza Aérea Tailandesa fueron confiscados por el Gobierno estadounidense en 1941, tras la Guerra franco-tailandesa, dados los crecientes lazos entre Tailandia y el Imperio del Japón. Estos aviones fueron empleados por el Cuerpo Aéreo del Ejército de los Estados Unidos como entrenadores sin armamento.
Los NA-50 peruanos participaron en la Guerra peruano-ecuatoriana de 1941. 

## Diseño y desarrollo

### NA-50

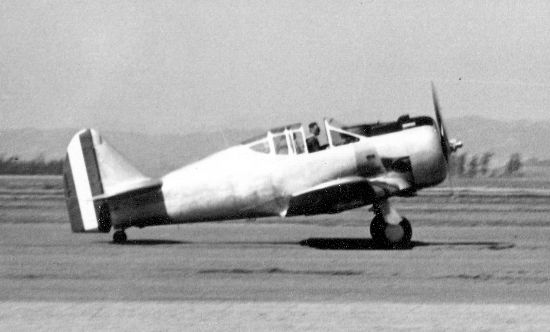
Un NA-50 "Torito" del CAP.

El North American NA-50 fue desarrollado por la North American Aviation como un sencillo caza monoplaza monomotor de ala baja para exportación. El diseño fue desarrollado a partir del entrenador básico NA-16 de 1935. El NA-16 evolucionó en una serie de versiones que fueron algunos de los más empleados aviones de entrenamiento básico y avanzado, ofreciendo el diseño básico para un caza monomotor destinado a pequeños países que necesitaban un avión sencillo con modernas características y capacidades.
El NA-50A "Torito", construido para Perú, era un caza monoplaza cuyo diseño se basaba en el del entrenador de combate biplaza NA-44. El NA-50 estaba propulsado por un motor radial refrigerado por aire Wright R-1820-77 de 650 kW (870 hp) e iba armado con dos ametralladoras Browning M1919 de 7,62 mm. El avión fue fabricado en mayo de 1939 e hizo su vuelo de pruebas en los terrenos de la fábrica.

### NA-68
La Real Fuerza Aérea de Siam (hoy Real Fuerza Aérea Tailandesa) ordenó en 1940 seis aviones similares a los NA-50, los cuales fueron denominados NA-68. Los cambios en el NA-68 incluían un tren de aterrizaje modificado, nuevas alas, armamento más pesado y planos de cola rediseñados, similares a los adoptados en entrenadores avanzados de producción reciente. Lewis Waite, piloto de pruebas de la North American, voló el primer NA-68 el 1 de setiembre de 1940.

## Historia operacional

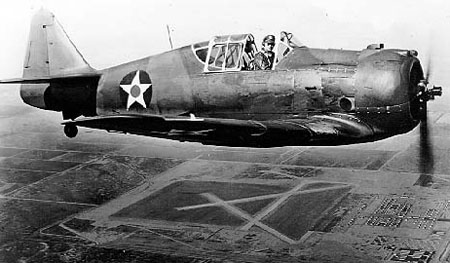
Un P-64 en vuelo.

Perú compró siete aviones para el CAP (Cuerpo Aeronáutico del Perú, hoy Fuerza Aérea del Perú), que fueron entregados en mayo de 1939. Sirviendo con el CAP, estos aviones fueron equipados con soportes bajo el fuselaje para cargar bombas ligeras. Los NA-50 peruanos participaron en la Guerra peruano-ecuatoriana de 1941, apoyando a las unidades del Ejército peruano.
La guerra dio al Perú un héroe excepcional: el as de la aviación peruana José Abelardo Quiñones Gonzáles, quien, volando un avión NA-50A y cumpliendo una misión sobre Quebrada Seca, fue alcanzado por el fuego antiaéreo enemigo. En esa circunstancia, en vez de usar su paracaídas, dirigió su avión contra el emplazamiento de las baterías ecuatorianas, estrellándose y muriendo en el acto. Cumplió así su misión de silenciar las baterías enemigas, a costa de su vida.
En 1940, los NA-68 (junto a una orden paralela de biplazas NA-69) ordenados por la Real Fuerza Aérea Tailandesa ya iban rumbo a Tailandia, cuando fueron retenidos por las autoridades estadounidenses de Hawái y devueltos a los Estados Unidos. Asignados al USAAC, fueron desarmados y utilizados como entrenadores avanzados con la denominación P-64 y propulsados por un motor radial Wright R-1820-77 Cyclone de 870 hp.
Otro caza monoplaza que evolucionó a partir del diseño del entrenador básico NA-16 fue el caza australiano CAC CA-12 Boomerang.

## Variantes
NA-50
Caza de exportación derivado del NA-16, siete construidos.
NA-68
Similar al NA-50 con varias modificaciones, seis construidos.
P-64
Designación dada al NA-68 por el USAAC.

## Operadores
Estados Unidos
- Cuerpo Aéreo del Ejército de los Estados Unidos
- Fuerzas Aéreas del Ejército de los Estados Unidos

 Perú
- Fuerza Aérea del Perú

## Supervivientes
- NA-50 XXI-41-3 (c/n 50-950). Uno de los siete NA-50 está expuesto sobre un pedestal delante del Museo Aeronáutico del Perú en la Base Aérea Las Palmas, Lima, Perú, cerca del mausoleo del capitán José Quiñones. Este ejemplar fue inicialmente asignado al Escuadrón de Aviación No.1 (Chiclayo) y posteriormente transferido al 4º Escuadrón del 28º Grupo de Entrenamiento Avanzado de Caza hasta su retirada en 1967.[4]
- NA-68A 41-19085 (c/n 68-3061).  El único P-64 existente es uno de los seis destinados a Tailandia, que sobrevivió siendo empleado para entrenamiento y enlace, estando ahora expuesto en el Eagle Hangar del Museo EAA AirVenture.

## Especificaciones (NA-68 (P-64))

### Características generales
- Tripulación: Uno (piloto)
- Longitud: 8,2 m (27 ft)
- Envergadura: 11,4 m (37,2 ft)
- Altura: 6 m (19,7 ft)
- Superficie alar: 21,1 m² (227,1 ft²)
- Peso vacío: 2114 kg (4659,3 lb)
- Peso cargado: 2717 kg (5988,3 lb)
- Peso máximo al despegue: 3080 kg (6788,3 lb)
- Planta motriz: 1× motor radial de 9 cilindros refrigerado por aire Wright R-1820-77.
  - Potencia: 652 kW (900 HP; 887 CV)
- Capacidad de combustible: 640 l

### Rendimiento
- Velocidad nunca excedida (Vne): 474,8 km/h (295 MPH; 256 kt) (a 2650 m)
- Velocidad máxima operativa (Vno): 453 km/h (281 MPH; 245 kt)
- Alcance: 1010 km (545 nmi; 628 mi)
- Techo de vuelo: 8400 m (27 559 ft)
- Carga alar: 129 kg/m² (26,4 lb/ft²)
- Potencia/peso: 0,21 kW/kg (0,13 hp/lb)

### Armamento
- Armas de proyectiles: 

  - 4x Browning M1919 de 7,62 mm (2 sincronizadas en el morro y una en cada ala)
  - 2x Hispano-Suiza HS.404 de 20 mm (en contenedores bajo las alas)
- Bombas: Hasta 180 kg de bombas

## Aeronaves relacionadas

### Desarrollos relacionados
- CAC CA-12 Boomerang
- North American NA-16
- North American A-27
- North American T-6 Texan

### Aeronaves similares
- Brewster F2A Buffalo
- Curtiss P-36 Hawk
- Republic P-43 Lancer
- PZL.50 Jastrząb
- Polikarpov I-180

### Secuencias de designación
- Secuencia NA-_ (interna de North American): ← NA-47 - NA-48 - NA-49 - NA-50 - NA-51 - NA-52 - NA-53 -- NA-65 - NA-66 - NA-67 - NA-68 - NA-69 - NA-70 - NA-71 →
- Secuencia P-_ (Cazas (Pursuit) del USAAC/USAAF/USAF, 1924-1962): ← P-61/C - XP-62 - P-63 - P-64 - P-65 - P-66 - XP-67 →